# И жизнь, и слёзы, и любовь
«И жизнь, и слёзы, и любовь» — советский художественный фильм режиссёра Николая Губенко, вышедший на киностудии «Мосфильм» в 1983 году.

## Сюжет
Действие происходит в доме ветеранов, размещённом в бывшей усадьбе, требующей ремонта. Всё хозяйство находится в упадке. «Контингент» — так называет обитателей дома (ветеранов труда и войны) заведующий — предоставлен сам себе. Работники дома не проявляют никакой заботы о стариках. Но всё меняется, когда в доме появляется новый главврач — Варвара Дмитриевна. Ей удаётся найти общий язык со всем «контингентом». Варвара Дмитриевна не только лечит ветеранов, но и возрождает в них любовь к жизни. Апофеозом фильма является празднование восьмидесятилетия бывшей оперной певицы Софьи Петровны Сербиной, на которое приезжает знаменитый певец Иван Семёнович Козловский.

## В ролях
- Жанна Болотова — Варвара Дмитриевна Волошина, главврач
- Елена Фадеева — Софья Петровна Сербина
- Евгений Евстигнеев — Степан Степанович («Стаканыч»), муж Полины Ивановны, завхоз.
- Капитолина Ильенко — Птицына
- Пётр Щербаков — Федот Федотович, заведующий домом
- Фёдор Никитин — Павел Андреевич, ветеран войны.
- Любовь Соколова — Полина Ивановна, медсестра
- Сергей Мартинсон — Егошкин, потомок русских дворян
- Михаил Брылкин — Чистов, ветеран войны
- Мария Скворцова — Анна
- Наталья Гундарева — Антонина Ефимовна, повариха
- Наталья Крачковская — Маша, медсестра
- Константин Желдин — заведующий другим домом престарелых
- Иван Козловский — камео
- Казьмин И. — Дьяконов
- Рубанович С. — Линчук
- Гольденберг Б. — Рыбалко
- Гладких В. — Вера
- Озеров С. — Алёша, сын Варвары Дмитриевны

## Съёмочная группа
- Автор сценария: Николай Губенко
- Режиссёр-постановщик: Николай Губенко
- Оператор-постановщик: Леонид Калашников
- Художник-постановщик: Юрий Кладиенко

## Награды
- 1984: МКФ в Рио-де-Жанейро — приз «Серебряный тукан» за режиссуру.
- 1985: Всесоюзный кинофестиваль — приз за режиссуру.
- 1985: МКФ в Варне — приз за режиссуру.

## Факты
- В фильме звучит музыка из произведений Джузеппе Верди, Шарля Гуно, Антонина Дворжака.
- В этом фильме сыграл свою последнюю роль Сергей Мартинсон.
- Фильм снимался летом 1983 года в усадьбе Никольское-Урюпино в Подмосковье под Красногорском, бывшей усадьбе князей Голицыных, а тогда — территории воинской части.[1]